# صالح أغا
قرية صالح أغا (بالكردية: ساڵەح ئاغا) هي إحدى قرى ناحية قورة تو في كلار ضمن الحدود الإدارية لمحافظة السليمانية لأنها ضمن مناطق إدارة كرميان في إقليم كردستان العراق.